# Císařská rokle

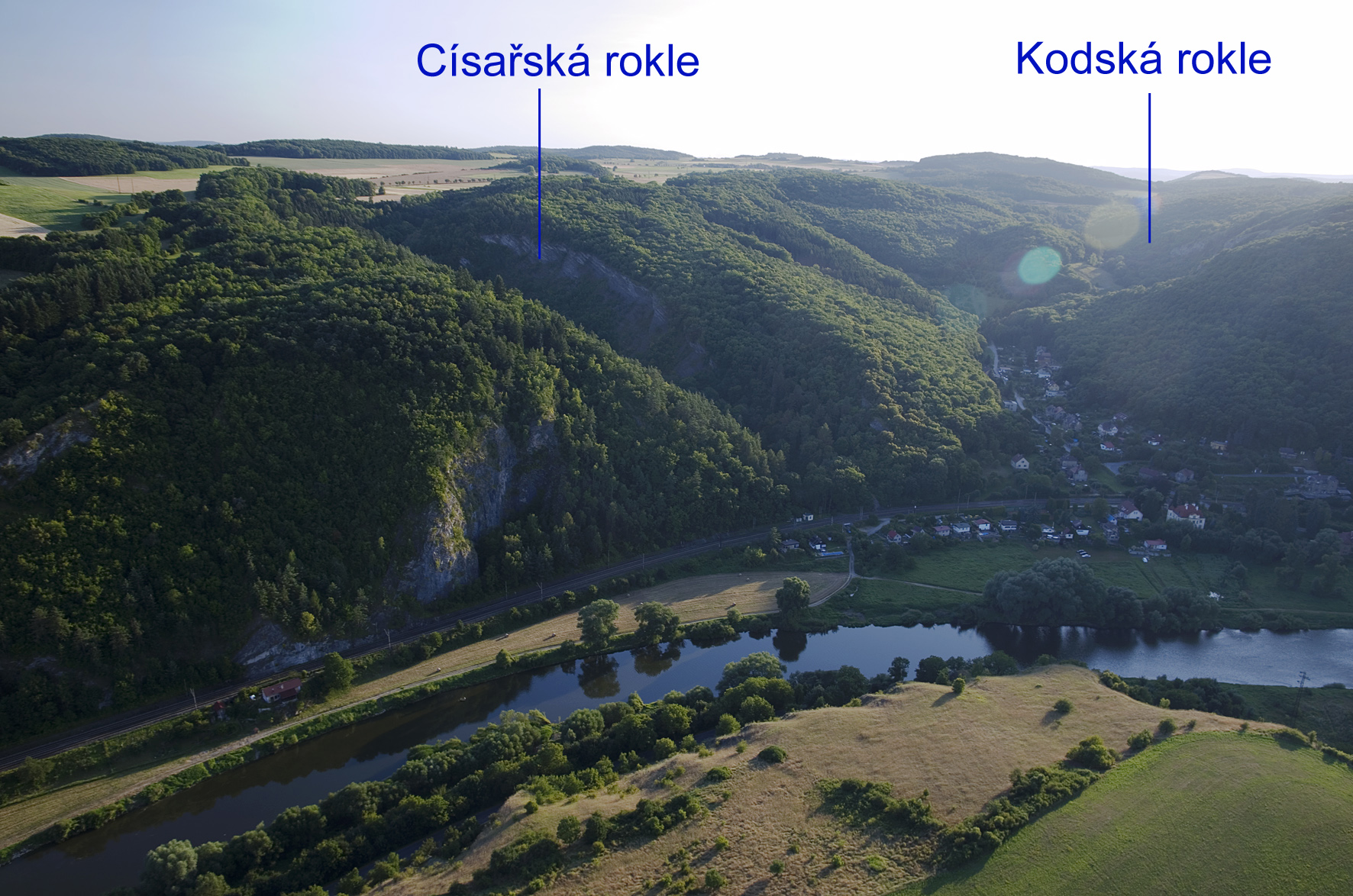
Císařská a Kodská rokle z druhé strany Berounky

Císařská rokle je významná přírodní lokalita, která je součástí národní přírodní rezervace Koda v CHKO Český kras. Nachází se na území obce Korno. Jedná se o krasovou rokli v jejíž horní části se nachází vyvěračka s velkým množstvím rozpuštěných vápenců, které se v údolí sráží a tvoří různé pěnovcové hrázky a následně vodopády. Roklí protéká Císařský potok. Největší vodopád, který se zde nachází, má zhruba 2 metry. Nad vyvěračkou je rokle přehrazena téměř kolmou skalní stěnou (vysoká až 80 m) na jejíchž výchozech se nacházejí vzácné teplomilné rostliny (např. včelník rakouský).
Z geologického hlediska se zde nachází významná oblast barrandienského paleozoika, které odkrývá několik prvohorních vápencových profilů. V horní části rokle se nalézají pozůstatky historického lomu, který byl údajně otevřen již ve 14. století v souvislosti se stavbou blízkého hradu Karlštejn.
Na území NPR Koda, jejíž je rokle součástí, platí zákonný zákaz vstupu a vjezdu mimo cesty vyznačené se souhlasem AOPK. Protože pěšina Císařskou roklí není z důvodu ochrany území v rámci NPR Koda mezi vyznačenými cestami, je tedy vstup přímo do rokle zakázán a legálně je možný pouze s povolením Správy CHKO Český kras. V dolní části rokle se nachází několik chat tvořících trampskou osadu, chaty na území obce Korno jsou řádně evidovány v RÚIAN, několik objektů spadajících do části Koda obce Tetín není v RÚIAN zaměřeno.